# Uganda az 1960. évi nyári olimpiai játékokon
Uganda az olaszországi Rómában megrendezett 1960. évi nyári olimpiai játékok egyik részt vevő nemzete volt. Az országot az olimpián 2 sportágban 10 sportoló képviselte, akik érmet nem szereztek.

## Atlétika
Férfi
| Versenyző                                             | Versenyszám     | Előfutam | Előfutam | Negyeddöntő | Negyeddöntő | Elődöntő | Elődöntő | Döntő   | Döntő    |
| Versenyző                                             | Versenyszám     | Idő      | Hely.    | Idő         | Hely.       | Idő      | Hely.    | Idő     | Helyezés |
| ----------------------------------------------------- | --------------- | -------- | -------- | ----------- | ----------- | -------- | -------- | ------- | -------- |
| Jean Baptiste Okello                                  | 110 m gát       | 14,4     | 2.       | 14,3        | 2.          | 14,4     | 5.       | kiesett | kiesett  |
| Aggrey Awori                                          | 110 m gát       | 15,2     | 4.       | 14,8        | 4.          | kiesett  | kiesett  | kiesett | kiesett  |
| Aggrey Awori                                          | 100 m           | 10,9     | 5.       | kiesett     | kiesett     | kiesett  | kiesett  | kiesett | kiesett  |
| Sam Amukun                                            | 100 m           | 10,6     | 3.       | 10,6        | 4.          | kiesett  | kiesett  | kiesett | kiesett  |
| Sam Amukun                                            | 200 m           | 21,3     | 2.       | 21,3        | 4.          | kiesett  | kiesett  | kiesett | kiesett  |
| Gadi Ado                                              | 400 m           | 49,0     | 4.       | kiesett     | kiesett     | kiesett  | kiesett  | kiesett | kiesett  |
| Aggrey Awori Gadi Ado Sam Amukun Jean Baptiste Okello | 4 × 100 m váltó | kizárták | kizárták |             | kiesett     | kiesett  | kiesett  | kiesett |          |

## Ökölvívás
| Versenyző         | Versenyszám   | Selejtező                  | 32-es főtábla                | Nyolcaddöntő                | Negyeddöntő       | Elődöntő          | Döntő             | Helyezés |
| Versenyző         | Versenyszám   | Ellenfél Eredmény          | Ellenfél Eredmény            | Ellenfél Eredmény           | Ellenfél Eredmény | Ellenfél Eredmény | Ellenfél Eredmény | Helyezés |
| ----------------- | ------------- | -------------------------- | ---------------------------- | --------------------------- | ----------------- | ----------------- | ----------------- | -------- |
| Frank Kisekka     | Légsúly       | Paolo Curcetti (ITA) · 0-5 | kiesett                      | kiesett                     | kiesett           | kiesett           | kiesett           | 33.      |
| John Sentongo     | Harmatsúly    | erőnyerő                   | Brunon Bendig (POL) · 0-5    | kiesett                     | kiesett           | kiesett           | kiesett           | 17.      |
| Grace Sseruwagi   | Kisváltósúly  | erőnyerő                   | Khalid Al-Karkhi (IRQ) · 1-4 | kiesett                     | kiesett           | kiesett           | kiesett           | 17.      |
| Frank Nyangweso   | Nagyváltósúly |                            | erőnyerő                     | Wilbert McClure (USA) · 0-5 | kiesett           | kiesett           | kiesett           | 9.       |
| Peter P. Odhiambo | Középsúly     |                            | erőnyerő                     | Edward Crook (USA) · 1-4    | kiesett           | kiesett           | kiesett           | 9.       |
| George Oywello    | Félnehézsúly  |                            | erőnyerő                     | Gheorghe Negrea (ROU) · 0-5 | kiesett           | kiesett           | kiesett           | 9.       |